# Stazione di Sairano
La stazione di Sairano è una fermata ferroviaria posta sulla linea Pavia-Alessandria. Serve il centro abitato di Sairano, frazione del comune di Zinasco.

## Storia
Attivata nel 1996, a parziale sostituzione della fermata di Sairano-Zinasco (che è comunque tuttora attiva) e posta alcune centinaia di metri più a nord (risultando così più vicina al paese che serve), non dispone di fabbricato viaggiatori ed è dotata del solo binario di corsa, di un marciapiede e di una pensilina.